# Nicky Clark
Nicholas Alexander McCormack Clark (Bellshill, 2 giugno 1991) è un calciatore scozzese, attaccante del St. Johnstone.

## Biografia
Suo padre Sandy Clark è un allenatore di calcio ed ex calciatore.

## Caratteristiche tecniche
È un centravanti.

## Carriera
Cresciuto nelle giovanili dell'Aberdeen, non riesce mai a esordire in prima squadra. Col Queen of the South riesce a vincere una Scottish Challenge Cup e il campionato di Scottish Second Division. Ceduto ai Rangers si ripete vincendo la League One, un'altra Challenge Cup e il campionato di Scottish Championship.

## Palmarès

### Club

#### Competizioni nazionali
- Scottish Championship: 2

Rangers: 2015-2016
Dundee United: 2019-2020
- Scottish Challenge Cup: 2

Queen of the South: 2012-2013
Rangers: 2015-2016
- Scottish Second Division: 2

Queen of the South: 2012-2013
Rangers: 2013-2014

### Individuale
- Capocannoniere della Scottish Second Division: 1

2012-2013 (32 reti)